# صالحیه (بردسکن)
صالحیه نام روستایی از توابع بخش انابد شهرستان بردسکن در استان خراسان رضوی است.

## جمعیت
این روستا در دهستان درونه قرار دارد و براساس سرشماری سال ۱۳۹۵ جمعیت آن ۲۰۶ نفر (۶۶ خانوار) بوده است.